# Centrolene callistommum
Centrolene callistommum är en groddjursart som beskrevs av Juan M. Guayasamin och Linda Trueb 2007. Centrolene callistommum ingår i släktet Centrolene och familjen glasgrodor. Inga underarter finns listade i Catalogue of Life.